# St. Vincent and the Grenadines Basketball Association
Dieser Basketballverband ist der offizielle Basketballverband auf St. Vincent und die Grenadinen. Er hat seinen Sitz in Kingstown.

## Geschichte und Aufgaben
Der Verband ist seit 1984 Mitglied der Fédération Internationale de Basketball (FIBA) und damit auch Mitglied der FIBA Amerika. Präsidentin des Verbandes ist zur Zeit Suzette Jackson. Ihr Generalsekretär ist Givin Forde.
Der Verband ist für die Organisation, Leitung und Entwicklung des Basketballsports auf St. Vincent und die Grenadinen verantwortlich. Der Verband vertritt den Basketballsport gegenüber Behörden sowie nationalen und internationalen Sportorganisationen.
Zusätzlich verteidigt der Verband auch die moralischen und materiellen Interessen des dortigen Basketballs. Der Verband organisiert die Nationale Meisterschaft und ist für die Vincentische Basketballnationalmannschaft und die Vincentische Basketballnationalmannschaft der Damen verantwortlich.

## Fakten zum Verband
| Kriterium               | Fakten          |
| ----------------------- | --------------- |
| Gründungsjahr           |                 |
| Jahr des FIBA-Beitritts | 1984            |
| Kontinental Verband     | FIBA Amerika    |
| Sitz des Verbandes      | Kingstown       |
| Präsident               | Suzette Jackson |
| Generalsekretär         | Givin Forde     |
| Höchste Liga            |                 |
| Sonstiges               |                 |